# Fadogia oblongolanceolata
Fadogia oblongolanceolata är en måreväxtart som beskrevs av Robyns. Fadogia oblongolanceolata ingår i släktet Fadogia och familjen måreväxter. Inga underarter finns listade i Catalogue of Life.